# エフゲーニヤ・チェルニシェワ
エフゲーニヤ・チェルニシェワ（Evgenia Chernisheva Евгения Чернышёва）は、旧ソビエト連邦出身の女性フィギュアスケート選手。1989年世界ジュニア選手権チャンピオン。パートナーはドミトリー・スハノフ。

## 経歴
1987-1988年シーズン、オーストラリアのブリスベンで開催された世界ジュニア選手権にドミトリー・スハノフとのペアで初出場し、アメリカのクリスティー・ヤマグチ&ルディ・ガリンドに敗れたものの2位となる。翌1988-1989年シーズンの世界ジュニア選手権で優勝を果たした。シニア転向後、1990年ラリック杯、1991年冬季ユニバーシアード競技大会で2位となったが、スハノフとのペアを解散。

## 主な戦績
| 大会/年            | 1987-88 | 1988-89 | 1989-90 | 1990-91 |
| ------------------ | ------- | ------- | ------- | ------- |
| ユニバーシアード   |         |         |         | 2       |
| ラリック杯         |         |         |         | 2       |
| 世界ジュニア選手権 | 2       | 1       |         |         |